# Абдоминальная ишемическая болезнь
Абдомина́льная ишеми́ческая боле́знь (ишемическая болезнь органов пищеварения, абдоминальный ишемический синдром, абдоминальная ангина, брюшная ангина, брюшная жаба, лат. angina abdominalis) — заболевание, в основе которого лежит нарушение кровоснабжения (ишемия) органов пищеварения.
Причиной заболевания является поражение сосудов брюшной полости — брюшной аорты и её непарных висцеральных ветвей — чревного ствола, верхней и нижней брыжеечных артерий. Поражение сосудов может быть вызвано как их внутренним сужением (окклюзией), так и внешним сдавлением (компрессией). Наиболее частыми причинами поражения сосудов являются атеросклероз и компрессионный стеноз чревного ствола. Болезнь проявляется абдоминальной болью, похудением и сопутствующими патологиями пищеварительного тракта. Чаще всего у больных развиваются язвенная болезнь, гастрит, дуоденит, ишемический колит или панкреатит.
Диагностика болезни крайне затруднена из-за сходства её симптомов с симптомами вызванных ей заболеваний желудочно-кишечного тракта. Во многих случаях признаки абдоминальной ишемии обнаруживают только при вскрытии. Лечение болезни направлено на устранение вызвавших её поражений сосудов и улучшение кровообращения в брюшной полости.